# Języki germańskie
Języki germańskie – grupa języków w obrębie języków indoeuropejskich, którymi posługuje się kilkaset milionów mówiących na całym świecie. Wywodzą się ze wspólnego języka pragermańskiego.
W swojej wczesnej fazie rozwoju języki germańskie miały najprawdopodobniej kontakt z bliżej nieokreślonym substratem językowym (przypuszczalnie któregoś z języków azjanickich lub uralo-ałtajskich). (Zob. język pragermański).

## Historia
Osady przed 750 r. p.n.e.
      Nowe osady do 500 r. p.n.e.
      Nowe osady do 250 r. p.n.e.
      Nowe osady do 1 r. n.e.

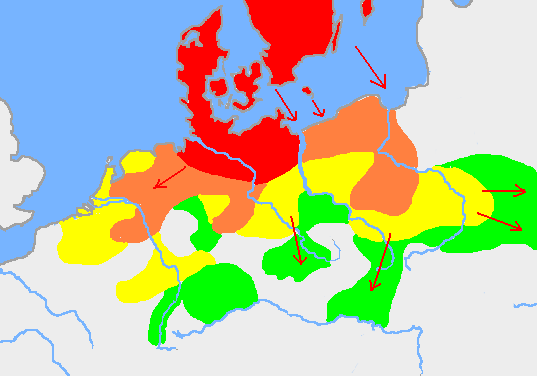
Ekspansja plemion germańskich od 750 r. p.n.e. do 1 r. n.e.
Osady przed 750 r. p.n.e.
Nowe osady do 500 r. p.n.e.
Nowe osady do 250 r. p.n.e.
Nowe osady do 1 r. n.e.

Wszystkie języki grupy germańskiej są uważane za pochodzące od hipotetycznego języka pragermańskiego i poddane przesuwkom spółgłoskowym prawa Grimma i prawa Vernera. Nastąpiły one prawdopodobnie w trakcie epoki żelaza w Europie Północnej około 500 r. p.n.e. Pragermański w znanej dziś formie był używany po 500 r. p.n.e.
W czasach, z których pochodzą najwcześniejsze świadectwa istnienia, języki germańskie były podzielone na trzy grupy: zachodnią, wschodnią i północną. Dokładna relacja pomiędzy nimi jest trudna do ustalenia z powodu zbyt rzadkich inskrypcji runicznych.
Grupa zachodnia sformowała się w późnej kulturze jastorfskiej, grupa wschodnia może być wywodzona z I wieku z Gotlandii, a grupę północną uznaje się za pochodzącą z południowej Szwecji. Okres Fuþarku starszego (od II do IV w.) poprzedza podział w regionalnych wariantach tekstu pisanego.
Najwcześniejszy znany spoisty tekst germański to pochodzące z IV w. tłumaczenie Nowego Testamentu na gocki. Wczesne języki grupy zachodniogermańskiej to starofrankijski, staro-wysoko-niemiecki i staroangielski. Języki północnogermańskie są poświadczone jedynie w drobnych fragmentach tekstów runicznych jako język pranordyjski, który około 800 r. wyewoluował w staronordyjski.
Języki wschodniogermańskie były marginalizowane od końca okresu migracji. Burgundowie, Goci i Wandalowie byli asymilowani lingwistycznie przez sąsiadów około VII w., jedynie krymsko-gocki przetrwał dłużej, do XVIII w.
W trakcie wczesnego średniowiecza języki zachodniogermańskie zostały odseparowane z jednej strony przez rozwój środkowoangielskiego, a z drugiej przez wysokoniemiecką przesuwkę spółgłoskową, której rezultatem stał się podział na języki wysokoniemieckie i dolnosaksońskie oraz ich środkowoniemieckimi wariacjami. We wczesnej epoce nowożytnej różnice pogłębiły się, mając zakres od języka najwyższego alemańskiego na południu do północnodolnosaksońskiego na północy. Mimo że obydwa te ekstrema są uważane za dialekty jednego języka niemieckiego, są mało zrozumiałe dla obu stron. Najbardziej wysunięte na południe wariacje przeprowadziły do końca drugą przesuwkę głoskową, podczas gdy północne wariacje pozostały nienaruszone przez przesuwkę spółgłoskową.
Języki północnogermańskie pozostawały jednolite na długo po 1000 roku n.e.. Do tej pory kontynentalne języki skandynawskie są łatwe do zrozumienia pomiędzy użytkownikami różnych języków tej grupy. Większe różnice w tej grupie występują między językami kontynentalnymi a wyspiarskimi, przede wszystkim w przypadku języka islandzkiego, który utrzymał staronordyjską gramatykę praktycznie nienaruszoną, podczas gdy języki kontynentalne ulegały zmianom.

## Charakterystyka
Języki germańskie mają cechy charakterystyczne odróżniające je od innych języków indoeuropejskich. Prawdopodobnie najlepiej znanymi są:
1. Procesy fonetyczne takie, jak prawo Grimma i prawo Vernera, które przesunęły wartości wszystkich spółgłosek zwartych, na przykład oryginalne /t d dh/ stały się germańskimi /θ t d/ (Porównaj: łac. tres → ang. three, łac. duo → ang. two, sanskr. dha- → ang. do). Rozpoznanie tych różnic stało się podstawą w zrozumieniu regularnej natury procesów fonetycznych i podstawą metody porównawczej, która uformowała nowoczesną lingwistykę historyczną.
2. Rozwój silnego akcentowania pierwszej sylaby w słowie, które doprowadziło do znacznej fonologicznej redukcji pozostałych sylab. Redukcja ta sprawiła, że większość podstawowych angielskich słów skróciła się do słów monosylabicznych, a także do powszechnego uważania nowoczesnego angielskiego i niemieckiego za języki silnie spółgłoskowe. Przykładami są pragermańskie strangiþō → ang. strength (siła), aimaitijō → ang. ant (mrówka), haubudan → ang. head (głowa), hauzijanan → ang. hear (słyszeć), harubistaz → niem. Herbst (jesień), hagatusjō → niem. Hexe (wiedźma)
3. Proces znany jako przegłos niemiecki, który zmodyfikował brzmienie samogłosek, gdy segment wysoki przedni (/i/, /i:/ lub /j/) następował w kolejnej sylabie. Samogłoski tylne były wysuwane na przód, a samogłoski przednie podnoszone. W wielu językach zmodyfikowana w ten sposób samogłoska była zaznaczana umlautem (np. ä ö ü w niemieckim, wymawiane kolejno /ε ø y/). Te zmiany doprowadziły do rozpowszechnionych alternacji w spokrewnionych słowach, które wciąż występują często w nowoczesnym niemieckim, lecz w języku angielskim pozostały jedynie ich resztki (np. mouse/mice, goose/geese, broad/breadth, tell/told, old/elder, foul/filth, gold/gild).
4. Wiele różnych samogłosek: W języku angielskim występuje w większości dialektów około 11-12 samogłosek (nie licząc dyftongów), standardowy szwedzki ma ich 17[2], standardowy niemiecki i niderlandzki mają ich po 14, a duński co najmniej 11[3]. Amstetteński dialekt języka bawarskiego odróżnia 13 różnych brzmień samych tylko samogłosek długich, co stanowi jedną z największych ilości samogłosek na świecie[4].
5. Szyk V2 w zdaniu, rzadko spotykany poza językami germańskimi: dokładnie jedna fraza rzeczownikowa lub element przysłówkowy musi poprzedzać czasownik w zdaniu; w szczególności jeżeli orzeczenie jest poprzedzone przysłówkiem lub przyimkiem, bezpośrednio po orzeczeniu musi pojawić się podmiot. Reguła ta nie jest już obecna w nowożytnym angielskim z wyjątkiem zdań zaczynających się na here is, there is, here comes, there goes i pokrewnych oraz w większości „Pięciu pytań na W”, np. What has happened here?, Where will we go?, When did he go to the stadium?, Why would this happen to us now?, How could these things get here?. W pozostałych językach germańskich szyk V2 jest stale stosowany.

## Klasyfikacja języków germańskich
Niektóre z zamieszczonych tu informacji wymagają weryfikacji.
Dokładniejsze informacje o tym, co należy poprawić, być może znajdują się w dyskusji tej sekcji.
 Po wyeliminowaniu niedoskonałości należy usunąć szablon {{Dopracować}} z tej sekcji.
języki indoeuropejskie > języki germańskie:
- wschodniogermańskie †
  - gocki †
  - burgundzki †
  - wandalski †
  - język Skirów †
- zachodniogermańskie
  - anglo-fryzyjskie
    - staroangielski †
      - angielski
        - scots
        - pidgin English

      - yola †

    - fryzyjski

  - kontynentalne
    - starosaksoński †
      - dolnoniemiecki (nowo-dolno-niemiecki)
        - dialekt północnodolnosaksoński
        - dialekt westfalski
        - dialekt ostfalski
        - dialekt brandenburski
        - dialekt meklembursko-przedniopomorski
        - dialekt wschodniopomorski
        - dialekt dolnopruski

    - starofrankijski †
      - niderlandzki
      - afrikaans

    - staro-wysoko-niemiecki †
      - niemiecki
      - jidysz
      - luksemburski
      - pensylwański
      - rypuaryjski
      - wilamowski
      - hałcnowski †
      - gwary mozelsko-frankońskie
      - dialekt reńsko-frankoński
      - gwara północnoheska
      - gwara środkowoheska
      - dialekt wschodnioheski
      - dialekt północnogórnosaksoński
      - nordobersächsisch
      - südmärkisch
      - dialekt turyngeński
      - dialekt wysokopruski
      - gwary szwabskie
      - gwary dolnoalemańskie
      - najwyższy alemański
      - górnoalemański
      - alemański okolic Jeziora Bodeńskiego
      - gwary północnobawarskie
      - gwary środkowobawarskie
      - gwary południowobawarskie
- skandynawskie (północnogermańskie, nordyckie)
  - staronordyjski †
    - zachodnie
      - islandzki
      - farerski
      - norn †
      - norweski
        - bokmål
        - nynorsk

    - wschodnie
      - duński
      - szwedzki
      - jämtlandzki

    - gotlandzki

### Według Ethnologue
Piętnasta edycja Ethnologue podaje następującą klasyfikację
języki indoeuropejskie > języki germańskie:
- wschodnie
  - gocki †
- północne
  - wschodnioskandynawskie
    - duńsko-szwedzkie
      - duńskie-bokmal
      - duńskie-riksmal
      - szwedzkie

  - zachodnioskandynawskie
    - farerski
    - islandzki
    - jamtska
    - norweski, nynorsk
    - norn †
- zachodnie
  - angielskie
    - angielski
    - scots
    - yinglish

  - fryzyjskie
    - zachodniofryzyjski
    - północnofryzyjski
    - wschodniofryzyjski

  - wysokoniemieckie
    - niemiecki
      - frankijski †
      - środkowoniemieckie
      - górnoniemieckie

    - jidysz
      - jidysz, wschodni
      - jidysz, zachodni

  - dolnosaksońsko-dolnofrankońskie
    - wschodniofryzyjski
    - dolnofrankońskie
      - afrikaans
      - holenderski
      - flamandzki
      - zelandzki

    - dolnosaksońskie
      - achterhoeks
      - drents
      - groningski
      - dolnosaksoński
      - plautdietsch
      - sallands
      - stellingwerfs
      - twents
      - veluws
      - westfalski

### Według Milewskiego
Tadeusz Milewski podaje następującą klasyfikację:
- wschodniogermańskie †
  - gocki †
- północnogermańskie
  - grupa archaiczna
    - islandzki
    - farerski - na Wyspach Owczych
    - landsmaal (obecnie nazywany: nynorsk) - do XIX w. - mówiony język ludu norweskiego z północy kraju, obecnie jeden z dwóch oficjalnych standardów piśmienniczych w Norwegii, używany przez ok. 15% Norwegów

  - szwedzki – pośredni
  - duński – posunięte w rozwoju
    - riksmaal (obecnie nazywany: bokmål, choć określenie bokmål nadal funkcjonuje, na określenie archaicznej i konserwatywnej formy tego języka, nadal używanej), obecnie jeden z dwóch oficjalnych standardów piśmienniczych w Norwegii, używany przez ok. 85% Norwegów
- zachodniogermańskie
  - język wysokoniemiecki – podgrupa południowa
    - dialekty bawarskie
    - dialekty szwabskie
    - dialekty alemańskie
    - dialekty południowofrankońskie

  - podgrupa północna
    - język dolnoniemiecki
      - starosaski, dziś język dolnoniemiecki (plattdeutsch)
      - język holenderski (i pochodzący od niego afrikaans)
      - język flamandzki

    - język fryzyjski
    - język angielski

## Porównanie języków germańskich
| Angielski | Fryzyjski        | Afrikaans   | Niderlandzki | Dolnoniemiecki | Niemiecki       | Szwedzki                   | Duński                     | Islandzki                  | Wilamowski |
| --------- | ---------------- | ----------- | ------------ | -------------- | --------------- | -------------------------- | -------------------------- | -------------------------- | ---------- |
| Apple     | Appel            | Appel       | Appel        | Appel          | Apfel           | Äpple                      | Æble                       | Epli                       | Opuł       |
| Board     | Board            | Bord        | Bord         | Boord          | Brett           | Bräde                      | Bræt                       | Borð                       | Brut       |
| Beech     | Boeke/ Boekebeam | Beuk        | Beuk         | Böke           | Buche           | Bok                        | Bøg                        | Beyki                      | Bihia      |
| Book      | Boek             | Boek        | Boek         | Book           | Buch            | Bok                        | Bog                        | Bók                        | Büh        |
| Breast    | Boarst           | Bors        | Borst        | Borst          | Brust           | Bröst                      | Bryst                      | Brjóst                     | Brust      |
| Brown     | Brún             | Bruin       | Bruin        | Bruun          | Braun           | Brun                       | Brun                       | Brúnn                      | Broün      |
| Day       | Dei              | Dag         | Dag          | Dag            | Tag             | Dag                        | Dag                        | Dag                        | Tog        |
| Dead      | Dea              | Dood        | Dood         | Dood           | Tot             | Död                        | Død                        | Dauður                     | Tut        |
| Die       | Stjerre          | Sterf       | Sterven      | Sterven        | Sterben         | Dö                         | Dø                         | Deyja                      | Śtarwa     |
| Enough    | Genôg            | Genoeg      | Genoeg       | Noog           | Genug           | Nog                        | Nok                        | Nóg                        | Gynüg      |
| Finger    | Finger           | Vinger      | Vinger       | Finger         | Finger          | Finger                     | Finger                     | Fingur                     | Fyngier    |
| Give      | Jaan             | Gee         | Geven        | Geven          | Geben           | Giva / Ge                  | Give                       | Gefa                       | Gon        |
| Gold      | Goud             | Goud        | Goud         | Gold           | Gold            | Guld                       | Guld                       | Gull                       | Gułd       |
| Hand      | Hân              | Hand        | Hand         | Hand           | Hand            | Hand                       | Hånd                       | Hönd                       | Hond       |
| Head      | Holle            | Hoof / Kop  | Hoofd/ Kop   | Kopp           | Haupt/ Kopf     | Huvud                      | Hoved                      | Höfuð                      | Hiöet      |
| High      | Heech            | Hoog        | Hoog         | Hoog           | Hoch            | Hög                        | Høj                        | Hár                        | Hüh        |
| Home      | Hiem             | Heim / Tuis | Heim / thuis | Heem           | Heim            | Hem                        | Hjem                       | Heim                       | Hom        |
| Hook      | Hoek             | Haak        | Haak         | Haak           | Haken           | Hake/ Krok                 | Hage/ Krog                 | Krókur                     | Hok        |
| House     | Hûs              | Huis        | Huis         | Huus           | Haus            | Hus                        | Hus                        | Hús                        | Hoüz       |
| Many      | Menich           | Menige      | Menige       | Mennig         | Manch           | Många                      | Mange                      | Margir                     | Miöehia    |
| Moon      | Moanne           | Maan        | Maan         | Maan           | Mond            | Måne                       | Måne                       | Tunglið                    | Mönd       |
| Night     | Nacht            | Nag         | Nacht        | Nacht          | Nacht           | Natt                       | Nat                        | Nótt                       | Noht       |
| No        | Nee              | Nee         | Nee(n)       | Nee            | Nein            | Nej                        | Nej                        | Nei                        | Na/Ny      |
| Old       | Âld              | Oud         | Oud          | Ool            | Alt             | Gammal (ale: äldre, äldst) | Gammel (ale: ældre, ældst) | Gamall (ale: eldri, elsti) | Ołd        |
| One       | Ien              | Een         | Een          | Een            | Eins            | En                         | En                         | Einn                       | An         |
| Ounce     | Ons              | Ons         | Ons          | Uns            | Unze            | Uns                        | Unse                       | Eyri                       | Yns        |
| Snow      | Snie             | Sneeu       | Sneeuw       | Snee           | Schnee          | Snö                        | Sne                        | Snjór                      | Śnej       |
| Stone     | Stien            | Steen       | Steen        | Steen          | Stein           | Sten                       | Sten                       | Steinn                     | Śtan       |
| That      | Dat              | Dit         | Dat, Die     | Dat (Dit)      | Das             | Det                        | Det                        | Það                        | Dos        |
| Two/Twain | Twa              | Twee        | Twee         | Twee           | Zwei/ Zwo/ Zwan | Två                        | To                         | Tveir                      | Cwe        |
| Who       | Wa               | Wie         | Wie          | Wer/Wokeen     | Wer             | Vem                        | Hvem                       | Sem                        | Wor        |
| Worm      | Wjirm            | Wurm        | Wurm/ Worm   | Worm           | Wurm            | Mask/Orm                   | Orm                        | Ormur                      | Wüm        |
| Angielski | Fryzyjski        | Afrikaans   | Niderlandzki | Dolnoniemiecki | Niemiecki       | Szwedzki                   | Duński                     | Islandzki                  | Wilamowski |